# Клява, Сигвардс
Си́гвардс Кля́ва (латыш. Sigvards Kļava; род. 29 ноября 1962, Рига) — латвийский хоровой дирижёр.

## Биография
Учился в фортепианном классе Музыкальной школы имени Язепа Медыня, затем окончил хоровой класс Музыкальной школы имени Эмиля Дарзиня (1982) и Латвийскую консерваторию по классу хорового дирижирования (1987), ученик Иманта Кокарса. Победитель конкурса молодых дирижёров имени Дмитрия Шостаковича (Ленинград, 1985).
В студенческие годы дирижировал несколькими любительскими коллективами в Риге, Юрмале и Юмправе, в 1988—1992 гг. возглавлял женский хор Латвийского университета «Миньона», одновременно в 1990—1992 гг. главный дирижёр хора учителей Цесисского района Латвии. В 1987 году начал сотрудничать как дирижёр с хором Латвийского радио, с 1992 его художественный руководитель и главный дирижёр. Главный дирижёр XX—XXIV латвийских Праздников песни.
Осуществил несколько десятков записей, в том числе произведений Сергея Рахманинова, Петериса Васкса, Берната Виванкоса. Занимался сбором хорового фольклора региона Курземе.
Преподаёт в Латвийской музыкальной академии и хоровой школе при Домском соборе в Риге.
Лауреат Большой музыкальной награды Латвии (1999) и премии кабинета министров Латвийской республики (2000).